# Beer Money Inc.

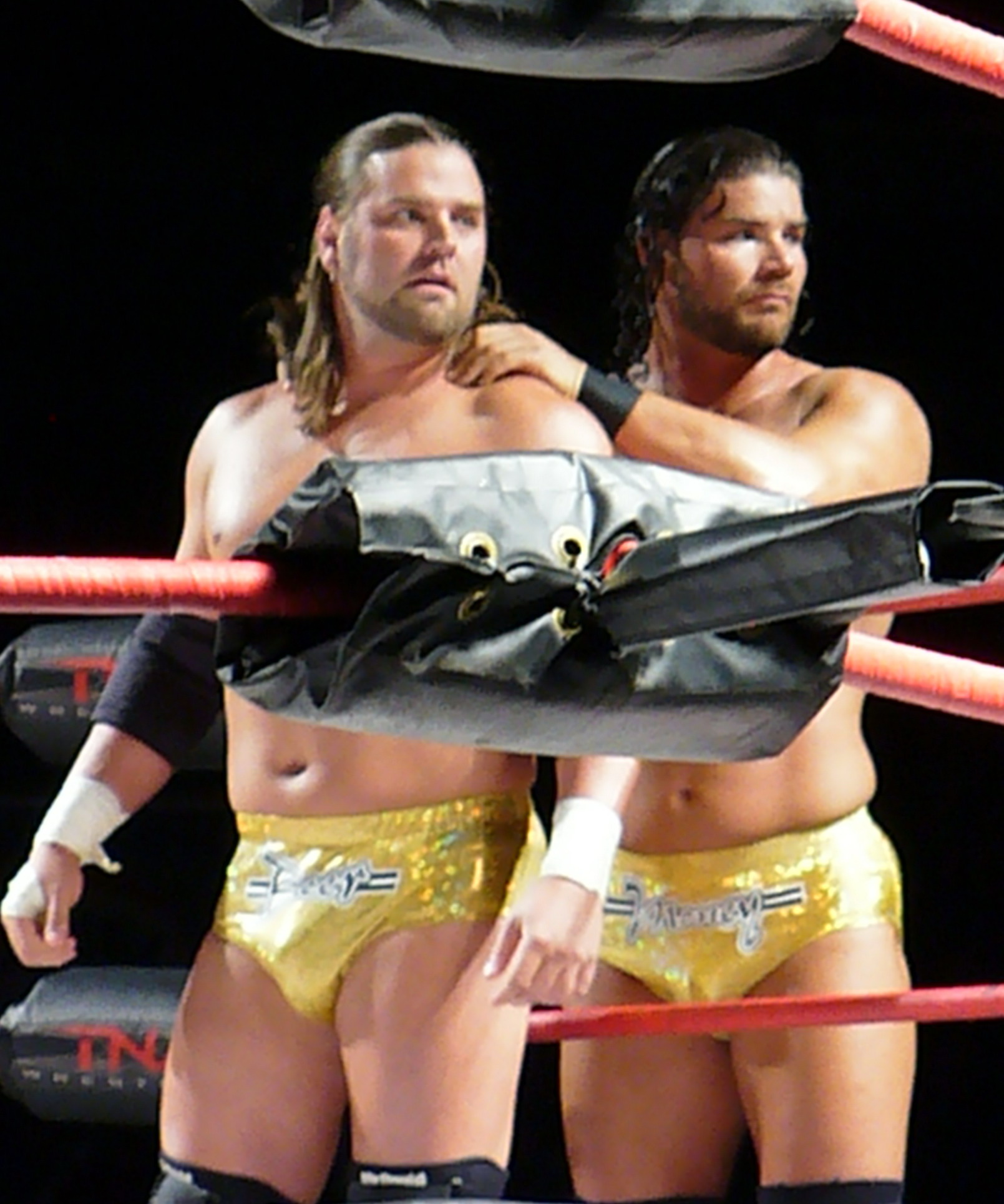
Beer Money Inc. (2008 in London)

Beer Money, Inc. (abgekürzt meist einfach nur Beer Money) war ein Tag Team im US-amerikanischen Wrestling, bestehend aus Bobby Roode und James Storm. Es trat in der nordamerikanischen Promotion Total Nonstop Action Wrestling an und konnte fünfmal die Tag-Team-Titel der Liga erringen.

## Hintergrund

### TNA
James Storm und Bobby Roode formierten sich im Jahr 2008 als Tag Team unter dem Namen Beer Money Inc. Bei der ersten Ausgabe von TNA iMPACT! durften sie gegen die amtierenden Champions The Latin American Xchange (LAX, Homicide und Hernandez) antreten und anschließend eine Fehde beginnen. Ihren ersten erfolgreichen Titelkampf durften sie am 10. August 2008 bei dem Pay-Per-View Hard Justice bestreiten. Am 16. Dezember 2008 verloren sie die Titel bei TNA iMPACT! gegen ein Tag-Team bestehend aus Consequences Creed und Jay Lethal. Bei Genesis am 11. Januar 2009 errangen sie die Titel erneut.

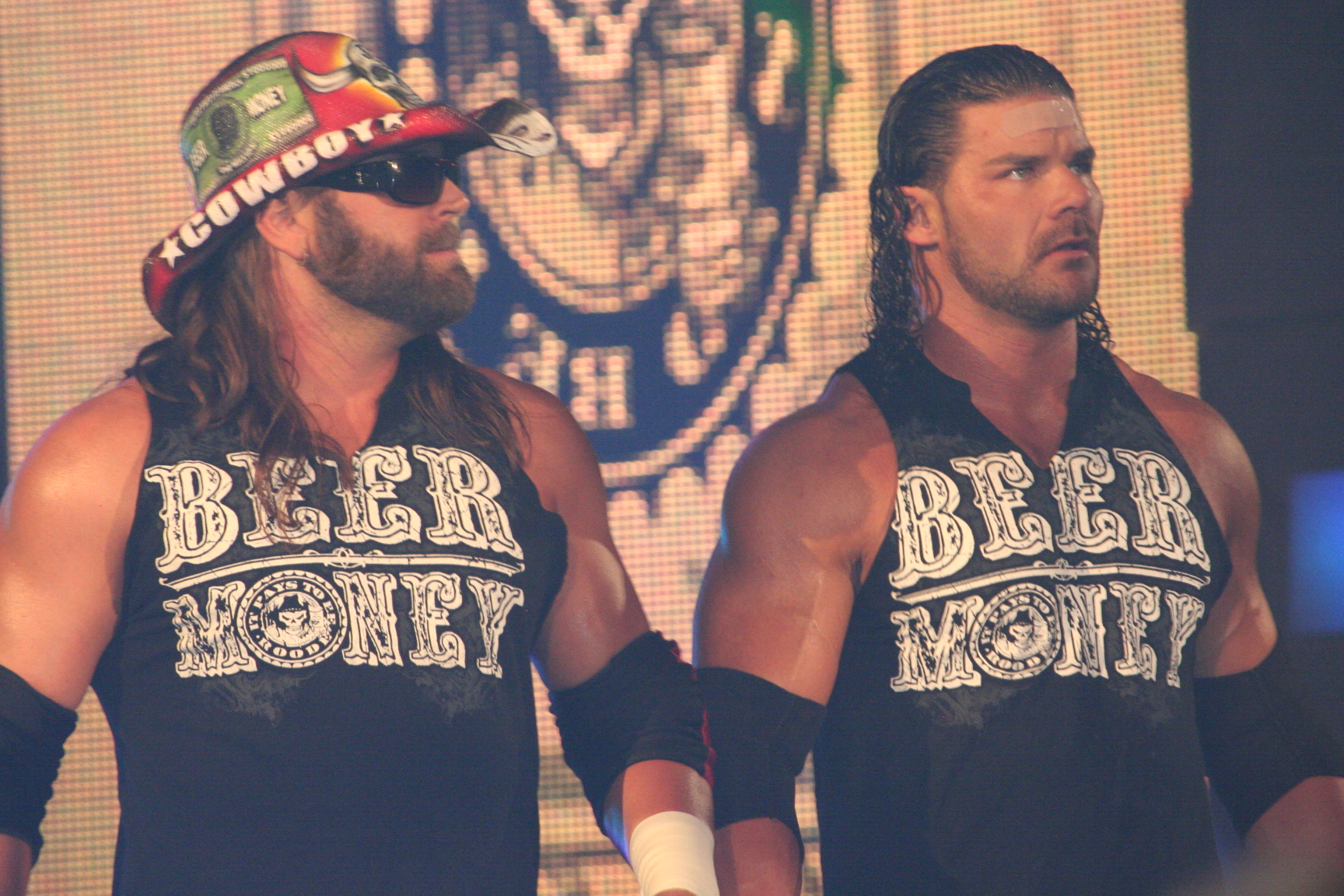
James Storm und Bobby Roode
im Juli 2010.

Am 19. April 2009 verloren sie ihren Titel gegen Team 3D. Gegen Team 3D durften sie am 21. Juni 2009 bei Slamiversary wieder den Titel gewinnen. Bei Victory Road am 19. Juli 2009 verloren sie die Tag-Team-Titel an die Main Event Mafia (Booker T & Scott Steiner). Später wurden sie Teil von Fortune, einer Art Neuauflage der Four Horsemen. Am 9. Januar 2011 gewannen sie von The Motorcity Machine Guns (Alex Shelley & Chris Sabin) zum vierten Mal die Tag-Team-Titel. Die Titel verloren sie am 9. August 2011 bei den TV-Tapings zu Impact Wrestling an Mexican America (Anarquia & Hernandez). Dies war die längste Tag-Team Titelregentschaft bei TNA. 
Anschließend wurden beide in den Mainevent von TNA gepusht. Während Roode ein Match um die TNA World Heavyweight Championship gegen Kurt Angle bei Bound for Glory am 16. Oktober 2011 verlor, besiegte Storm zwei Tage später Angle bei Impact Wrestling und gewann den Titel. Am 26. Oktober 2011 kam es zum Split von Beer Money bei Impact Wrestling, nachdem Roode gegen Storm turnte und von ihm die TNA World Heavyweight Championship gewann.

### Weitere Auftritte
Beer Money Inc. traten auch für andere Promotions bei Einzelmatches an, so unter anderem für New Japan Pro-Wrestling (2009–2010), One Pro Wrestling (2010, Vereinigtes Königreich) und Asistencia Asesoría y Administración (2010, Mexiko).

## Erfolge
- Total Nonstop Action Wrestling
  - 4× TNA World Tag Team Championship
  - 2× TNA World Heavyweight Championship – 1× James Storm, 1× Bobby Roode

- Pro Wrestling Illustrated
  - Tag Team of the Year (2008)[1]